# Hugo de Cardona y Gandía
Hugo Folch de Cardona y de Gandía, conocido como "el Navarro" (?, ~1405 - ?, ~1470) fue Duque de Gandía (1425-1433) y señor de Guadalest. Era hijo del conde de Cardona Juan Ramón Folch y de Cardona y Joana de Gandía. En 1412, a la muerte de su abuelo materno Alfonso de Aragón el Viejo, heredó la señoría de Ondara y la huerta de Gandía.
En Gandía estaba muy activa la industria azucarera. Hugo de Cardona posee el monopolio de la explotación del azúcar en Gandia, negocio que venderá durante la segunda mitad del siglo XV a los negociantes de la Magna Societas Alemannorum de Ravensburg.
De su madre heredó, Calasanz y Azanuy en Ribagorza, y Guadalest y Confrides en el Reino de Valencia. Recibió la baronía de Guadalest de la herencia de su madre. En 1424 se une al rey Alfonso el Magnánimo en Nápoles. Se estableció en Valencia donde en 1476 pleiteó contra su hijo Juan. Se casó en 1427 con Blanca de Navarra, señora de Caparrosso, Aézcoa, Carazar y Caseda, hija de Juana de Navarra quien era hija natural del rey Carlos II de Navarra con quien tuvo cuatro hijos: 
- Juan de Cardona y de Navarra barón de Guadalest y mayordomo mayor de Carlos III de Navarra.
- Beatriz de Cardona.
- Onofre de Cardona, barón de Guadalest, casado con Beatriu Bou, de la familia Bou, señores de Callosa y Tárbena.